# José Antich i Valero
José Antich i Valero (la Seu d'Urgell, 23 de juny de 1955) és un periodista català, germà del filòsof Xavier Antich.

## Biografia
Fill d'un llibreter de la Seu d'Urgell, va començar la seva carrera professional a l'agència EFE, el 1977. L'any següent forma part de l'equip fundacional del diari El Periódico de Catalunya com a cronista polític. El 1982 s'incorpora a l'equip fundacional de l'edició catalana d'El País.
El 1994 passa a La Vanguardia com a redactor en cap de l'àrea política del diari. Del 1998 al 2000 assumeix la coordinació de l'àrea política del diari. En substitució de Joan Tàpia, el 21 de març de 2000 va ser nomenat director de La Vanguardia, càrrec que va ocupar fins al desembre de 2013. Durant la seva direcció, es començà a publicar l'edició en català del diari.
El 2015 va deixar de formar part de La Vanguardia i va anunciar la creació d'un diari digital anomenat El Nacional. Ha col·laborat en tertúlies de diversos programes, com El matí de Catalunya Ràdio. És autor del llibre El virrei, sobre la figura de Jordi Pujol, President de la Generalitat de Catalunya.
Forma part del Patronat del CIDOB a títol personal.

## Obra publicada
- 1994. El virrei: Jordi Pujol

## Premis i reconeixements
Ha rebut el VIII Fundació Independent de Periodisme Camilo José Cela i el premi Gaudí-Gresol a la notorietat i l'excel·lència, entre d'altres.